# Соловьёв, Сергей Юрьевич
Серге́й Ю́рьевич Соловьёв (3 февраля 1955, Киев — 22 сентября 2023) — российский математик, доктор физико-математических наук, профессор кафедры алгоритмических языков факультета ВМК МГУ (2003).

## Биография
Окончил среднюю школу № 174 Кызылординской области (1972). Окончил факультет ВМК МГУ (1977). Обучался в аспирантуре факультета ВМК МГУ (1977—1980).
Защитил диссертацию «Методы восстановления контекстно-свободных грамматик» на степень кандидата физико-математических наук (1981).
Защитил диссертацию «Математические методы и принципы построения автоматизированных систем инженерии знаний» на степень доктора физико-математических наук (1996).
Получил звание профессора (2003).
После окончания МГУ работал старшим и ведущим научным сотрудником Института математики ВЦ АН МССР.
В Московском университете работал с 2001 года в должностях: профессора по совместительству (2001–2004), штатного профессора (с 2004) кафедры алгоритмических языков факультета ВМК.
Область научных интересов: информационные системы. Руководитель проекта Глоссарий. Автор более 70 научных работ по вопросам формальных грамматик, экспертных систем, систем обработки экспериментальных данных и сетевым технологиям. Подготовил двух кандидатов физико-математических наук.